# جانگاون
جانگاون (به انگلیسی: Jangaon) یک منطقهٔ مسکونی در هند است که در Jangaon mandal واقع شده‌است. جانگاون ۱۷٫۴۹ کیلومتر مربع مساحت و ۵۲٬۳۹۴ نفر جمعیت دارد و ۳۸۲ متر بالاتر از سطح دریا واقع شده‌است.